# Земельне законодавство радянської влади 1917—1920
Земельне законодавство радянської влади 1917—1920 

Базувалося на аграрній програмі РСДРП(б)–РКП(б), головним завданням якої декларувалася націоналізація землі. 7-ма конференція РСДРП(б) (7–12 травня (24–29 квітня) 1917) затвердила вимогу негайного й цілковитого скасування права приватної власності на землю. Але селянство до цього не було готове. В серпні 1917 В.Ленін, ознайомившись із селянськими вимогами, запропонував партії підтримати есерівську програму (див. Партія соціалістів-революціонерів) соціалізації землі та зрівняльного розподілу її серед селянства.

## 1917 - 1918
У Декрет про землю 1917, прийнятий в останній день роботи Другого Всеросійського з'їзду рад 1917, який проходив 7–9 листопада (25–27 жовтня), був внесений як складова частина "Селянський наказ про землю". Основні його вимоги: зрівняльне землекористування за трудовою або споживчою нормою, передача висококультурних господавств "у виключне користування держави або громад". Більш детально основні положення декрету були розроблені в Законі про соціалізацію землі, прийнятому 3-м Всеросійським з'їздом рад (23–31 (10–18) січня 1918) і перенесеному без змін на терени України Другим Всеукраїнським з'їздом рад 1918 під назвою "Тимчасові положення про соціалізацію землі".

## 1919
Після відновлення радянської влади в Україні на початку 1919 більшовики вперше зробили спробу провести в життя власну аграрну програму. Проте їхні намагання завершилися повним крахом. 25 травня 1919 ВУЦВК затвердив "Положення про соціалістичний землеустрій і про заходи переходу до соціалістичного землеробства". Воно повторювало Положення ВУЦВК від 14 лютого 1919 без урахування особливостей аграрної революції в Україні й було спрямоване на організацію колективного господарювання, насильницьке створення радгоспів і комун сільськогосподарських, припинення розподілу землі за принципом зрівняльного землекористування. Така земельна політика в поєднанні з "воєнно-комуністичними" заходами (див. "Воєнний комунізм") викликала хвилю повстань селянства під гаслом "за радянську владу без більшовиків-комуністів і комун". Це значно послабило позиції радянської влади під час наступу А.Денікіна.
У ході відновлення радянської влади після розгрому денікінців у жовтні–листопаді 1919 відбувалися зміни в земельній політиці.

## 1920
Закон Всеукраїнського революційного комітету про землю від 5 лютого 1920 оголошував перерозподіл усіх приватновласницьких земель серед безземельних і малоземельних селян, а організацію колективного господарювання дозволяв лише за погодженням з місцевим населенням. З часом з'ясувалося, що цей закон не вніс істотних змін у селянське життя, а залишився лише тактичним ходом більшовиків. "Воєнно.-комуністичні" заходи не зазнали кардинальних змін, а події 1920 в Україні свідчили про те, що причини втрати союзу більшовиків з українським селянством були проаналізовані поверхово, некомпетентно. Це розходження пояснювалося лише окремими помилками в національній, земельній і продовольчій політиці, нездатністю селянства зрозуміти справжній зміст і наміри радянських властей. Про суперечливість політики "воєнного комунізму" інтересам селянства взагалі не йшлося. Селянські повстання в Україні 1920–21 (див. Повстанський рух в Україні 1918–1922), аж до введення нової економічної політики, засвідчили, що саме ці протиріччя були найсуттєвішими.